# Лелия осенняя
Лелия осенняя (лат. Laelia autumnalis) — многолетнее трявянистое растение семейства Орхидные.

## Синонимы
- Bletia autumnalis Lex. in P.de La Llave & J.M.de Lexarza, 1825
- Amalia autumnalis (Lex.) Heynh., 1846
- Cattleya autumnalis (Lex.) Beer, 1854
- Laelia autumnalis var. atrorubens Backh.f., 1880
- Laelia autumnalis var. venusta auct., 1884
- Laelia autumnalis var. xanthotrophis Rchb.f., 1888
- Laelia autumnalis var. alba B.S.Williams, 1893
- Laelia venusta Rolfe, 1895
- Laelia autumnalis f. atrorubens (Backh.f.) Halb., 1993
- Laelia autumnalis f. xanthotrophis (Rchb.f.) Halb. & Soto Arenas, 1997
- Laelia autumnalis f. alba (B.S.Williams) M.Wolff & O.Gruss, 2007

## Этимология
Видовое название autumnalis образовано от латинского слова autumnus, a, um - осень, осенний. Что связано со сроками цветения этого вида лелий.
Вид не имеет устоявшегося русского названия, в русскоязычных источниках чаще используется научное название Laelia autumnalis.
Английское название — Autumn Flowering Laelia.

## Биологическое описание

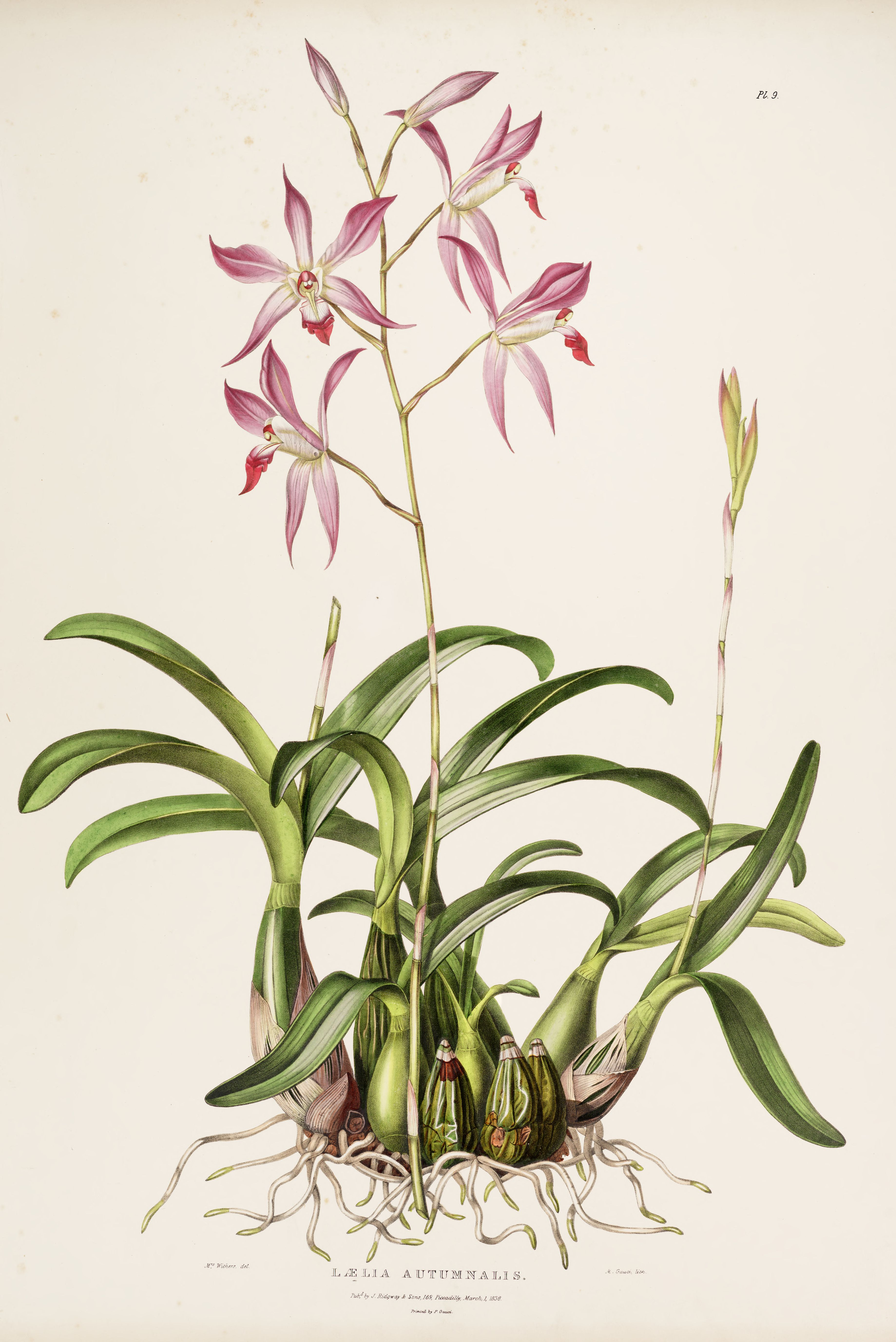
Ботаническая иллюстрация из «The Orchidaceae of Mexico and Guatemala», pl. 9. 1842 г.

Симподиальные растения средних размеров. 

Псевдобульбы конические, до 15 см длиной, 2-3 листные, располагаются плотной группой. С возрастом морщинистые и бороздчатые.

Листья жесткие, удлиненно-ланцетные, 10-15 см длиной.

Цветонос 60-90 см в высоту, многоцветковые. 

Цветки от 7,5 до 10 см в диаметре, ароматные, долго не увядающие, от розового до фиолетового цвета. В культуре распространено несколько разновидностей отличающихся окраской цветков.

## Ареал, экологические особенности
Мексика (Jalisco, Mexico (Temascaltepec), Michoacán	(Zitácuaro)).
Горные (обычно дубовые) леса на высоте от 1500 до 2600 метров над уровнем моря. 

Эпифиты, реже литофиты на покрытых мхом скалах в местах с высокой интенсивностью солнечного света.

## В культуре

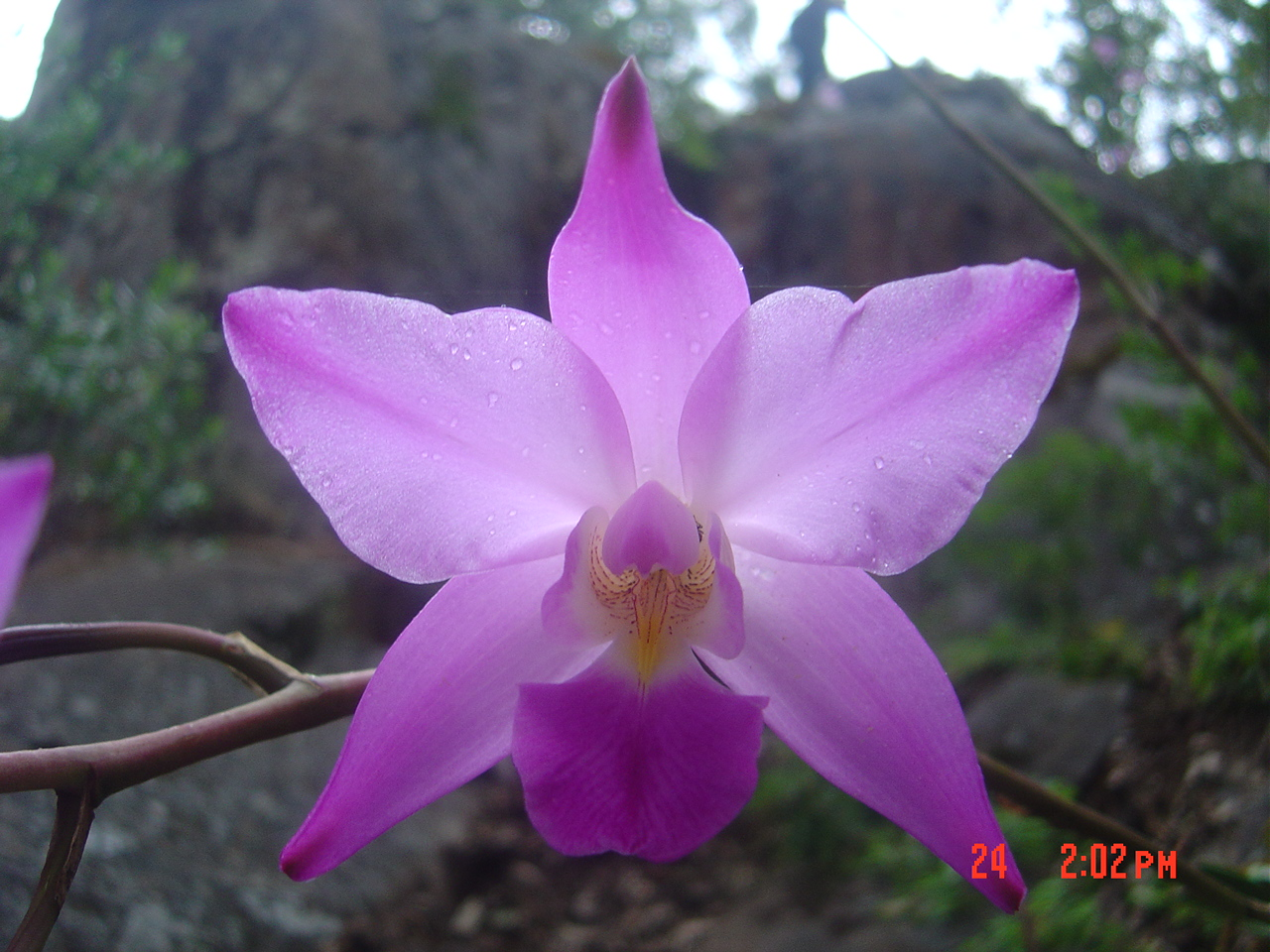

Температурная группа: умеренно-холодная, по другим источникам информации — умеренная. Требования к температуре сходны с Laelia anceps и Cymbidium, но Laelia autumnalis легко адаптируется к более высоким дневным температурам, при наличии прохладных ночей.
В южной части Калифорнии выращивается на открытом воздухе. В комнатной культуре вид распространен слабо.
Цветет осенью-зимой. Цветоносы требуют ежедневной протирки смоченным в воде ватным тампоном или промывки для предотвращения склеивания бутонов.
Посадка на блок из коры пробкового дуба, а также в горшок или корзинку для эпифитов с субстратом из сосновой коры средней или крупной фракции. 
 Субстрат после полива должен полностью просыхать. Для полива лучше использовать воду прошедшую очистку методом обратного осмоса.
После цветения наступает период покоя, во время которого растение практически не поливают и содержат при более низких температурах.
Относительная влажность воздуха 50—70 %.
Освещение: прямой солнечный свет в утренние и вечерние часы, днем — яркий рассеянный. 
Подкормки только в период активной вегетации комплексным удобрением для орхидей в минимальной концентрации 1—3 раза в месяц.

## Искусственныегибриды(грексы)
По данным The International Orchid Register.
- Laeliocattleya Moore Magic — L. autumnalis x C. Interglossa, O.J.Bromfield (T.W.Moore), 2005
- Laeliocatanthe La Bamba — L. autumnalis x Ctt. (C.) Chocolate, Drop S.Cusi, 2007